# Jérémy Fel
Pour les articles homonymes, voir Fel.
Jérémy Fel est un écrivain français né à Rouen en 1979.

## Biographie
Né à Rouen en 1979, Jérémy Fel fut libraire, après des études de philosophie et de lettres au Havre, avant d'entamer une carrière d'écrivain. Il est considéré, après ses deux premiers ouvrages, Les Loups à leur porte (2015, Rivages) et Helena (2018, Rivages), comme le digne descendant symbolique de Stephen King, par la presse française. Il aurait adoré être cinéaste, voulant rentrer à la Fémis durant sa jeunesse. Il a écrit d'ailleurs plusieurs textes pour la revue de cinéma La Septième Obsession, notamment en déclarant son amour pour Rosemary's Baby de Roman Polanski, en 2017, ou un autre sur la saison 3 de Twin Peaks de David Lynch.

## Réception critique
Les livres de Jérémy Fel ont attiré les faveurs des critiques.
En 2015, Le Monde parle d'une « construction implacable » concernant Les Loups à leur porte et, en 2018, pour Helena, ce même quotidien évoque un livre « hypnotique et effrayant ».
Les Loups à leur porte (2015) fait partie des quatre romans préférés de la rentrée littéraire pour les Inrocks. Ce même journal parle de Helena comme d'un deuxième roman « impressionnant ».
Nous sommes les chasseurs (2021) est « un exercice de pyrotechnie gore, » ,« une fresque historique qui [...] trouve sa profonde cohérence dans l’incarnation transhistorique et polymorphe du mal, figuré tout à la fois par le puits central, au magnétisme suicidaire, qui bée aux confins des caves labyrinthiques du manoir Valdenaire et par la figure récurrente de Gabriel, un nom d’archange pour qualifier un maudit chaleureux et enveloppant, tour à tour gourou ou homme de confiance, qui semble aussi omniprésent qu’omnipotent. » 

## Œuvres

### Romans
- Les Loups à leur porte. Paris : Rivages, 08/2015, 434 p.  (ISBN 978-2-7436-3324-0). Rééd. Rivages, coll. "Rivages-poche" n° 875, 10/2016, 409 p.  (ISBN 978-2-7436-3789-7) ; trad. en allemand sous le titre Die Wölfe kommen, éditions DTV premium, 2017.
- Héléna. Paris : Rivages, 08/2018, 733 p.  (ISBN 978-2-7436-4467-3). Rééd. Rivages, coll. "Rivages poche" n° 937, 08/2019, 728 p.  (ISBN 978-2-7436-4808-4)[13].
- Nous sommes les chasseurs. Paris : Rivages, 10/2021, 717 p.  (ISBN 978-2-7436-5428-3). Rééd. Rivages, coll. "Rivages-poche" n° 1038, 05/2023, 704 p.  (ISBN 978-2-7436-6006-2)
- Malgré toute ma rage. Paris : Rivages, 08/2023, 528 p.  (ISBN 978-2-7436-6047-5). Rééd. Rivages, coll. "Rivages-poche" n° 1087, 08/2024, 473 p.  (ISBN 978-2-7436-6420-6)
- Brocéliande. Neuilly-sur-Seine : Michel Lafon, 10/2024, 304 p.  (ISBN 978-2-7499-5841-5) Adaptation littéraire de Jérémy Fel d'après la série originale créée par Isabelle Polin, Éric Delafosse et Thomas Boullé, diffusée sur TF1

### Essai
- Sur la trace des disparus volontaires : quand une ancienne disparue enquête sur les disparus volontaires... et les retrouve ! / Ghislaine Debeve, Jérémy Fel. Paris : HarperCollins, coll. "Enquêtes et documents", 12/2025, 250 p.  (ISBN 979-10-339-1960-5)

### Ouvrages préfacés
- BP 9 (Box Nine, 1992) / Jack O'Connell ; traduit de l'anglais (États-Unis) par Gérard de Chergé ; préface de Jérémy Fel. Paris : Rivages, coll. "Rivages-Noir" n° 209, 02/2019, 481 p.  (ISBN 978-2-7436-4609-7)
- Dans la ville des chasseurs solitaires (In The City Of Shy Hunters, 2001) / Tom Spanbauer ; traduit de l'anglais (États-Unis) par Brice Matthieussent ; préface inédite de Jérémy Fel. Paris : Robert Laffont, coll. "Pavillons poche", 01/2020, 783 p.  (ISBN 978-2-221-24674-0)

### Collectifs
- L’Enfance, c’est… / par 120 auteurs ; textes illustrés par Jack Koch ; préf. Aurélie Valognes. Paris : Le Livre de poche, novembre 2020.  (ISBN 978-2-253-08202-6)
- Dans l'arène, dans Déguster le noir, anthologie sous la direction d'Yvan Fauth. Paris : Belfond, coll. "Belfond noir", 06/2023, p. 113-161.  (ISBN 978-2-7144-9749-9). Rééd. HarperCollins, coll. "HarperCollins poche Noir" n° 725, 03/2025, p. 117-158.  (ISBN 979-10-339-1951-3)